# Ulica Mennicza we Wrocławiu
Ulica Mennicza – jedna z ulic na dawnych peryferiach Starego Miasta we Wrocławiu, w pasie pomiędzy dawną Fosą Wewnętrzną a Fosą Zewnętrzną miasta. Nosiła w 1403 r. łac. nazwę Parua platea („Mała”), potem w 1416 r. niem. groschin gasse („Zaułek Groszowy”), w rezultacie później Kleine Groschengasse („Mały Zaułek Groszowy”) w odróżnieniu od Große Groschengasse („Wielki Zaułek Groszowy”, południowego odcinka dzisiejszej ulicy Widok prostopadłej do Menniczej). Łączy ulicę Wierzbową (Weidenstraße) na wschodzie z ulicą Świdnicką (Schweidnitzer Straße) na zachodzie i liczy około 360 metrów długości.
Odcinek Menniczej pomiędzy ul. Wierzbową a Widok odróżniany był od odcinka między Widok a ul. Świdnicką; ten drugi („zewnętrzny”, między Świdnicką a dzisiejszą Menniczą nr 4) zwany był do 1818 r. Wanzergässel, tj. uliczką Pluskwią.
Północna strona ulicy Menniczej przylegała niegdyś do ogrodów posesji ulokowanych wzdłuż ulicy Słodowej (niem. Hummereistraße; dziś nieistniejąca, jej linia włączona jest w ciąg wewnętrznej obwodnicy miasta) biegnącej wzdłuż Fosy Wewnętrznej, na jej zewnętrznym brzegu. Na posesjach tych znajdowały się głównie różnorodne drewniane zabudowania gospodarcze, m.in. słodownie (stąd powojenna nazwa ulicy Słodowej).

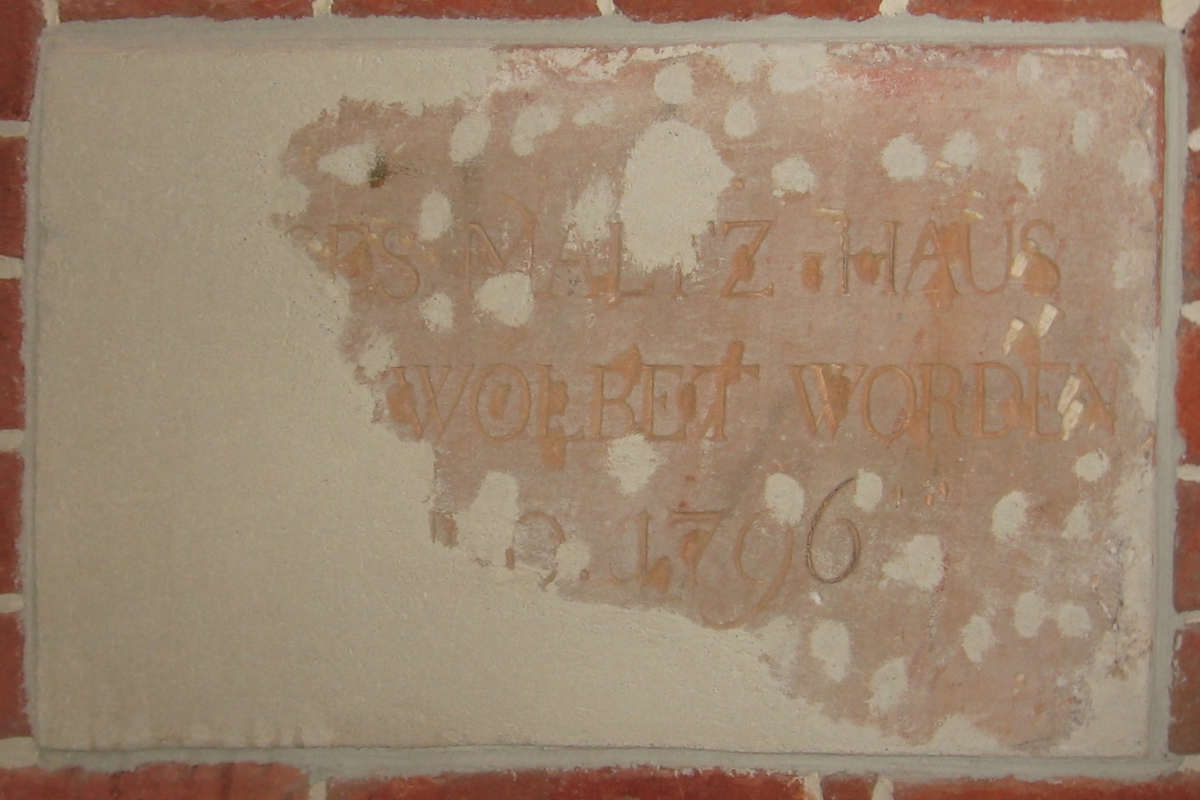
Kamienna tablica ze słodowni (Maltz-Haus) z roku 1796, odkryta w czasie renowacji

Okolice skrzyżowania Große Groschengasse (dzisiejszej ul. Widok) i Kleine Groschengasse (Menniczej) w czasie epidemii dżumy w 1525 określane były nazwą Sieh dich für! („Uważaj!”); nazwa ta w późniejszych latach przeniosła się na całą Große Groschengasse
Wybudowana w średniowieczu pomiędzy ul. Słodową a Menniczą „Słodownia Pańska” (Herren Malzhof), przebudowana około roku 1565, zakupiona przez miasto od hrabiego Hieronima Rozdrażewskiego funkcjonowała tu do roku 1904, kiedy zaprzestano w niej produkcji słodu. Budynek przetrwał kolejne lata, w tym oblężenie Festung Breslau, aż w 1970 r. strawił go pożar. Zachowały się tylko obie ściany szczytowe i część ścian zewnętrznych. Przez następne prawie cztery dziesięciolecia ruina, podparta stemplami, groziła zawaleniem, ale przetrwała. Miasto zamierzało zlokalizować w odrestaurowanym budynku pomieszczenia Konserwatora Zabytków, ale koncepcja ta – z braku funduszy – upadła w roku 2003. Słodownię wystawiono na przetarg, który w 2005 wygrała firma deweloperska, planująca zaadaptować ją na hotel. Po przeprowadzeniu prac archeologicznych roboty budowlane ruszyły w 2007 r. i zakończyły się w 2009 r. Od listopada 2009 r. odrestaurowanym budynku mieści się hotel butikowy „The Granary”.
W pobliżu skrzyżowania Menniczej z Wierzbową (Weidenstraße), na miejscu starych zabudowań słodowni i spichlerzy, a później koszar (Karmeliter-Kaserne), 30 czerwca 1891 r. uruchomiona została pierwsza we Wrocławiu elektrownia firmy Siemens & Halske. Początkowo trzy maszyny parowe o mocy 250 KM napędzały po dwie prądnice prądu stałego o mocy 81 kW każda. Dodatkowo w elektrowni znajdowały się akumulatory o pojemności 1010 Ah. Prąd o napięciu 110 V rozprowadzany był w promieniu ok. 1,2 km wokół elektrowni, a łączna długość sieci wynosiła 34 km. Już po czterech latach, w 1895, moc elektrowni zwiększono z 486 do 1456 kW. W roku 1909, z braku możliwości rozbudowy elektrowni, przekształcono ją w podstację przetwarzającą prąd przemienny na prąd stały. Dziś budynek dawnej elektrowni eksploatowany jest przez firmę „EnergiaPro”, która ma tam swój Oddział Maszyn i Urządzeń.
Na południowej pierzei ulicy Menniczej, na parcelach nr 12-15, znajdują się zabudowania Łaźni Miejskiej, wybudowanej tu w 1897.
Kwartał ulic Menniczej, Wierzbowej (Weidenstr.), Teatralnej (Zwinger Str.) i Strażackiej (Wehner Str.) – naprzeciw elektrowni – zajmowały w przeszłości koszary Wehnera (Wehner-Kaserne), wybudowane w 1765 na miejscu istniejących tu wcześniej dwóch budynków mieszkalnych, już od 1744 wykorzystywanych jako koszary. Budynek ten w formie czworoboku zbliżonego do kwadratu mieścił ponad sześciuset żołnierzy w 98 pomieszczeniach. Koszary Wehnera zakupiło w 1866 miasto i od 1872 do końca II wojny światowej wykorzystywało jako główną remizę straży pożarnej. Budynki dawnych koszar w znacznej części uległy zniszczeniu podczas oblężenia miasta w 1945, a ich ruiny usunięto ostatecznie w 1960. Na tym samym miejscu znajduje się obecnie także, tak jak przed wojną, remiza strażacka, Jednostka Ratowniczo-Gaśnicza nr 1.